# Tidsfaktorekonomi
Tidsfaktorekonomi är ett ekonomiskt system där skatt såväl som lön står i proportion till den tid ett arbete tar i anspråk. Detta förhållande skiljer tidsfaktorekonomi från de flesta andra ekonomiska system, där andra faktorer än tidens gång ligger till grund för beräkning av skatt. Systemet har på senare tid beskrivits grundligt av svensken Karl Gustafson (född 1933), men redan ekonomen Silvio Gesell umgicks med tankar på en tidsfaktorbaserad ekonomi. 1976 lämnade centerpartisten Anders Gernandt en motion till Sveriges riksdag om införandet av tidskatt.

## Bakgrund
Tidsfaktorekonomin utgår ifrån antagandena att de ekonomiska system som tillämpas idag grundar sig på förhållanden som inte gynnar alla som måste rätta sig efter dem, samt att dessa systems nackdelar skulle kunna undanröjas, om ekonomin vore grundad på naturlagarna. De orättvisor som dagens system för med sig anses av tidsfaktorekonomins förespråkare bero på att det idag inte finns några fasta regler för hur ekonomin ska skötas eller för hur tings värde ska kunna avgöras. Tidsfaktorekonomi tar fasta på tidens egenskap av en objektiv konstant, vars utsträckning inte kan regleras eller påverkas av politiska beslut, och antar att denna konstant är mest rättvis som bas för ett ekonomiskt system.

## Syfte och mål
Tidsfaktorekonomi syftar till att ersätta räntesystemet med för utförda arbeten påbjudna avgifter, som räknas i tid. I en tidsfaktorekonomi kan kapital aldrig öka med tiden utan att en arbetsinsats motsvarande ökningen har utförts. Målet är att binda kapitalvärdet vid en naturkonstant, på samma sätt som volym och vikt idag är bundna vid fasta enheter. På så vis försvåras fusk och spekulation.

## Kritik mot tidsfaktorekonomin
Tidsfaktorekonomin har kritiserats för att vara alltför teoretisk för att fungera i verkligheten; att den utgår ifrån att alla skattskyldiga har arbete.